# Radicaal 85
Radicaal 85 is een van de 34 van de 214 Kangxi-radicalen dat bestaat uit vier strepen. De verkorte vorm van het radicaal 氵dient niet te worden verward met Radicaal 15 冫 dat 'ijs' betekent.
In het Kangxi-woordenboek zijn er 1595 karakters die dit radicaal gebruiken.
Het radicaal 水 staat in de traditionele filosofie voor het element water, één der vijf elementen; bekend als Wu Xing.

## Karakters met het radicaal 85
| Strepen | Karakter |
| ------- | --- |
| + 0     | 水 氵 |
| + 1     | 氶 氷 永 氹 氺 |
| + 2     | 氻 氼 氽 氾 氿 汀 汁 求 汃 汄 汅 汆 汇 汈 汉 |
| + 3     | 汊 汋 汌 汍 汎 汏 汐 汑 汒 汓 汔 汕 汖 汗 汘 汙 汚 汛 汜 汝 汞 江 池 污 汢 汣 汤 |
| + 4     | 汥 汦 汧 汨 汩 汪 汫 汬 汭 汮 汯 汰 汱 汲 汳 汴 汵 汶 汷 汸 汹 決 汻 汼 汽 汾 汿 沀 沁 沂 沃 沄 沅 沆 沇 沈 沉 沊 沋 沌 沍 沎 沏 沐 沑 沒 沓 沔 沕 沖 沗 沘 沙 沚 沛 沜 沝 沞 沟 沠 没 沢 沣 沤 沥 沦 沧 沨 沩 沪 |
| + 5     | 沫 沬 沭 沮 沯 沰 沱 沲 河 沴 沵 沶 沷 沸 油 沺 治 沼 沽 沾 沿 泀 況 泂 泃 泄 泅 泆 泇 泈 泉 泊 泋 泌 泍 泎 泏 泐 泑 泒 泓 泔 法 泖 泗 泘 泙 泚 泛 泜 泝 泞 泟 泠 泡 波 泣 泤 泥 泦 泧 注 泩 泪 泫 泬 泭 泮 泯 泰 泱 泲 泳 泴 泵 泶 泷 泸 泹 泺 泻 泼 泽 泾                                                                                                 |
| + 6     | 泿 洀 洁 洂 洃 洄 洅 洆 洇 洈 洉 洊 洋 洌 洍 洎 洏 洐 洑 洒 洓 洔 洕 洖 洗 洘 洙 洚 洛 洜 洝 洞 洟 洠 洡 洢 洣 洤 津 洦 洧 洨 洩 洪 洫 洬 洭 洮 洯 洰 洱 洲 洳 洴 洵 洶 洷 洸 洹 洺 活 洼 洽 派 洿 浀 流 浂 浃 浄 浅 浆 浇 浈 浉 浊 测 浌 浍 济 浏 浐 浑 浒 浓 浔 浕                                                                                        |
| + 7     | 浖 浗 浘 浙 浚 浛 浜 浝 浞 浟 浠 浡 浢 浣 浤 浥 浦 浧 浨 浩 浪 浫 浬 浭 浮 浯 浰 浱 浲 浳 浴 浵 浶 海 浸 浹 浺 浻 浼 浽 浾 浿 涀 涁 涂 涃 涄 涅 涆 涇 消 涉 涊 涋 涌 涍 涎 涏 涐 涑 涒 涓 涔 涕 涖 涗 涘 涙 涚 涛 涜 涝 涞 涟 涠 涡 涢 涣 涤 涥 润 涧 涨 涩 温 渉                                                                                           |
| + 8     | 涪 涫 涬 涭 涮 涯 涰 涱 液 涳 涴 涵 涶 涷 涸 涹 涺 涻 涼 涽 涾 涿 淀 淁 淂 淃 淄 淅 淆 淇 淈 淉 淊 淋 淌 淍 淎 淏 淐 淑 淒 淓 淔 淕 淖 淗 淘 淙 淚 淛 淜 淝 淞 淟 淠 淡 淢 淣 淤 淥 淦 淧 淨 淩 淪 淫 淬 淭 淮 淯 淰 深 淲 淳 淴 淶 混 淸 淹 淺 添 淼 淽 淾 淿 渀 渁 渂 渃 渄 清 渆 渇 済 渊 渋 渌 渍 渎 渏 渐 渑 渒 渓 渔 渕 渖 渗 渚                      |
| + 9     | 渘 渙 減 渜 渝 渞 渟 渠 渡 渢 渣 渤 渥 渦 渧 渨 温 渪 渫 測 渭 渮 港 渰 渱 渲 渳 渴 渵 渶 渷 游 渹 渺 渻 渼 渽 渾 渿 湀 湁 湂 湃 湄 湅 湆 湇 湈 湉 湊 湋 湌 湍 湎 湏 湐 湑 湒 湓 湔 湕 湖 湗 湘 湙 湚 湛 湜 湝 湞 湟 湠 湡 湢 湣 湤 湥 湦 湧 湨 湩 湪 湫 湬 湭 湮 湯 湰 湱 湲 湳 湴 湵 湶 湷 湸 湹 湺 湻 湼 湽 湾 湿 満 溁 溂 溃 溄 溅 溆 溇 溈 溉 溊 溋 溌 |
| + 10    | 淵 溍 溎 溏 源 溑 溒 溓 溔 溕 準 溗 溘 溙 溚 溛 溜 溝 溞 溟 溠 溡 溢 溣 溤 溥 溦 溧 溨 溩 溪 溫 溬 溭 溮 溯 溰 溱 溲 溳 溴 溵 溶 溷 溸 溹 溺 溻 溼 溽 溾 溿 滀 滁 滂 滃 滄 滅 滆 滇 滈 滉 滊 滋 滍 滎 滏 滐 滑 滒 滓 滔 滕 滖 滗 滘 滙 滚 滛 滜 滝 滞 滟 滠 满 滢 滣 滤 滥 滦 滧 滨 滩 滪 漣                                                                |
| + 11    | 滌 滫 滬 滭 滮 滯 滰 滱 滲 滳 滴 滵 滶 滷 滸 滹 滺 滻 滼 滽 滾 滿 漀 漁 漂 漃 漄 漅 漆 漇 漈 漉 漊 漋 漌 漍 漎 漏 漐 漑 漒 漓 演 漕 漖 漗 漘 漙 漚 漛 漜 漝 漞 漟 漠 漡 漢 漤 漥 漦 漧 漨 漩 漪 漫 漬 漭 漮 漯 漰 漱 漲 漳 漴 漵 漶 漷 漸 漹 漺 漻 漼 漽 漾 漿 潀 潁 潂 潃 潄 潅 潆 潇 潈 潉 潊 潋 潌 潍                                                    |
| + 12    | 潎 潏 潐 潑 潒 潓 潔 潕 潖 潗 潘 潙 潚 潛 潜 潝 潞 潟 潠 潡 潢 潣 潤 潥 潦 潧 潨 潩 潪 潫 潬 潭 潮 潯 潰 潱 潲 潳 潴 潵 潶 潷 潸 潹 潺 潻 潼 潽 潾 潿 澀 澁 澂 澃 澄 澅 澆 澇 澈 澉 澊 澋 澌 澍 澎 澏 澐 澑 澒 澓 澔 澕 澖 澗 澘 澚 澛 澜 澝 濐 |
| + 13    | 澙 澞 澟 澠 澡 澢 澣 澤 澥 澦 澧 澨 澩 澪 澫 澬 澭 澮 澯 澰 澱 澲 澳 澴 澵 澶 澷 澸 澹 澺 澻 澼 澽 澾 澿 激 濁 濂 濃 濄 濅 濆 濇 濈 濉 濊 濋 濌 濍 濎 濏 濑 濒 濓 |
| + 14    | 濔 濕 濖 濗 濘 濙 濚 濛 濜 濝 濞 濟 濠 濡 濢 濣 濤 濥 濦 濧 濨 濩 濪 濫 濬 濭 濮 濯 濰 濱 濲 濴 濵 濶 濷 濸 瀞 |
| + 15    | 濹 濺 濻 濼 濽 濾 濿 瀀 瀁 瀂 瀃 瀄 瀅 瀆 瀇 瀈 瀉 瀊 瀋 瀌 瀍 瀎 瀏 瀐 瀑 瀒 瀓 瀔 瀦 |
| + 16    | 濳 瀕 瀖 瀗 瀘 瀙 瀚 瀛 瀜 瀝 瀟 瀠 瀡 瀢 瀣 瀤 瀥 瀧 瀨 瀩 瀪 瀫 瀬 瀭 瀮 |
| + 17    | 瀯 瀰 瀱 瀲 瀳 瀴 瀵 瀶 瀷 瀸 瀹 瀺 瀻 瀼 瀽 瀾 瀿 灀 灁 |
| + 18    | 灂 灃 灄 灅 灆 灇 灈 灉 灊 灋 灌 灍 |
| + 19    | 灎 灏 灐 灑 灒 灓 灔 灕 灖 灗 灘 |
| + 20    | 灙 灚 灛 灜 |
| + 21    | 灝 灞 灟 灠 灡 |
| + 22    | 灢 灣 |
| + 23    | 灤 灥 灦 灩 |
| + 24    | 灧 灨 |
| + 26    | 灪 |

Orakelbotkarakter
Bronskarakter
Groot zegelkarakter
Klein zegelkarakter